# Ателье
Ателье (фр. atelier) — мастерская занимающихся искусством или художественным ремеслом. 3аимствовано из французского, где atelier происходит от старофранцузского astell (совр. attelle) — «обломок дерева, щепка, планка». Первоисточником является латинское assula («обломок», «лучинка», «щепка», позже — «куча древесины, место, где работают столяры» и далее «мастерская») — уменьшительное от assis («необструганная доска, брус»). В современном французском слово может быть тождественно рабочему цеху, в семантическом плане.
В русском языке слово «ателье» стало известно в конце XIX века со значением «мастерская художника, живописца».
С более широким значением как «мастерская по пошиву и ремонту одежды», «мастерская живописца, скульптора, фотографа» слово «ателье» начинает употребляться с 30-х годов XX века.

## Другие значения
- Мастерская по пошиву и ремонту одежды
- Тюнинг-ателье, ателье автомобильного дизайна, кузовные ателье.